# 里卡多·佩雷斯·戈多伊
里卡多·庇奥·佩雷斯·戈多伊（西班牙語：Ricardo Pío Pérez Godoy，1905年5月9日—1982年7月26日）是一位秘鲁政治家、将军。曾担任秘鲁总统。

## 生平
里卡多·佩雷斯·戈多伊出生在秘鲁的首都利马。父亲是胡安·米格尔·佩雷斯，母亲名叫罗莎·戈多伊。佩雷斯毕业于利马的一所军事学校。曾担任秘鲁驻玻利维亚的武官，之后成为了秘鲁陆军总司令。

### 阻止选举
1962年秘鲁总统选举中，三个主要候选人分别是阿普拉党党魁维克多·劳尔·阿亚·德·拉·托雷、后来成为总统的费尔南多·贝朗德·特里以及前总统曼努埃尔·奥德里亚，根据官方结果，维克多·劳尔·阿亚·德·拉·托雷获得了多数选票，比贝朗德高出一个百分点。
但是，没有任何一位候选人获得当选总统所需票数的三分之一， 因此最终决定权在秘鲁国会。维克多·劳尔·阿亚·德·拉·托雷和曼努埃尔·奥德里亚结盟，以使得奥德里亚成为新总统。
这一联盟使军方感到怀疑和不安。于是，1962年7月18日发生了推翻曼努埃尔·普拉多总统的政变，军人们成立了秘鲁军政府。

### 总统生涯
佩雷斯作为参谋长，组织了由秘鲁军方高级成员组成的军政府，其中包括秘鲁陆军司令尼古拉斯·林德莱伊·洛佩斯将军； 胡安·弗朗西斯科·托雷斯·马托斯海军上将和空军上将佩德罗·巴尔加斯·普拉达将军。军方随后中止了所有宪法保障，解散了议会，逮捕了许多官员以供“审判”，并答应定于1963年6月9日举行“清洁纯正的选举”。尼古拉斯·林德莱伊·洛佩斯随后被任命为总理。
军政府试图将军事研究中心和军事情报局提出的一些建议付诸实践，以建立社会改革进程的基础。军政府预谋限制寡头的力量，并防止寡头叛乱。 之后，军政府宣布了在一年内举行大选的呼吁。军政府执政初期，军中有不少改革派和进步派，他们对变革寄予了期望。因此，军政府最初得到了人民行动党和秘鲁共产党的支持 。
1962年8月24日，佩雷斯亲自授意成立了国家文化委员会，这是一个负责促进，发展和传播该国文化的委员会，其执行机构秘鲁文化之家从1971年开始运作被称为国家文化研究所的机构。之后佩雷斯又创建了秘鲁国家经济和社会发展规划研究所。
佩雷斯总体上赞成进行承诺的6月选举，即使选举让维克多·劳尔·阿亚· 德·拉·托雷胜利。 但是，在1963年初，他表现出了更大的政治欲望，他决定延长执政时间。在此期间，由于他对军队的拨款不合军中其他首脑的意愿，军政府其他成员也和佩雷斯产生了嫌隙。同时由于和左翼的沟通不畅，他也失去了左翼的支持。
1963年3月，当他的“老朋友”——尼古拉斯·林德莱伊·洛佩斯、胡安·弗朗西斯科·托雷斯·马托斯和佩德罗·巴尔加斯·普拉达警告他迫使其下台时。佩雷斯宣称自己一心为国。1963年3月3日，在托雷斯·马托斯和巴尔加斯·普拉达向他最后通牒，命令他辞职或离开秘鲁，否则三人将指使军队杀死他时，佩雷斯被迫辞职。